# Clusia botryoidea
Clusia botryoidea är en tvåhjärtbladig växtart som beskrevs av Bassett Maguire. Clusia botryoidea ingår i släktet Clusia och familjen Clusiaceae. Inga underarter finns listade i Catalogue of Life.